# Протасово (аеродром)
Протасово або Александрово — аеродром в Рязанській області Росії, розташований за 19 км на південний схід від Рязані.

## Історія
До 1992 року тут розташовувався Рязанський навчальний авіаційний центр (рос. УАЦ), навчальний підрозділ ДОСААФ, що використовував для навчання літаки Л-29. Після 1992 року частина була розформована, а авіабаза стала домом для 865-ї вертолітної резервної бази, де був пункт зберігання та демонтажу вертольотів Мі-8 і Мі-24 ВПС Росії.
Станом на 2012 на аеродромі базувався Рязанський аероклуб.
В серпні 2023 місцевий губернатор заявив про плани створити на базі аеродрому центр виробництва БПЛА, в дуже короткий час було заявлено що центр вже створений і в тому ж місяці пройшла виставка з демонстрацією дронів